# Žydrūnas Karčemarskas
Žydrūnas Karčemarskas (ur. 24 maja 1983 w Olicie) – litewski piłkarz grający na pozycji bramkarza.

## Kariera klubowa
Karčemarskas jest wychowankiem klubu Dainava Olita, w barwach którego zadebiutował w 2000 w pierwszej lidze litewskiej. Był jednak tylko rezerwowym zawodnikiem, a Dainava spadła z ligi. W 2001 roku przeszedł do Poloniji Wilno, gdzie spędził pół roku i już latem tego samego roku został piłkarzem Žalgirisu Wilno. Tam przegrał rywalizację z Pavelem Leusem i wystąpił zaledwie we dwóch spotkaniach, a wileński klub zajął 3. miejsce w lidze.
W 2002 roku Karčemarskas przeszedł do rosyjskiego Dynama Moskwa. W Premier Lidze zadebiutował jednak dopiero w 2003 roku, ale przez kolejne trzy sezony przegrywał rywalizację z Ormianinem Romanem Berezowskim oraz Ukraińcem Maksimem Lewickim. W tym okresie wystąpił zaledwie w 10 spotkaniach, a największy sukces to 6. miejsce w 2003 roku. W 2006 roku Litwin bronił w 18 meczach na przemian ze Siergiejem Owczinnikowem, ale Dynamo dopiero w ostatnich kolejkach obroniło się przed spadkiem. W Dinamie rozegrał łącznie 44 spotkania.
W 2010 roku Karčemarskas został piłkarzem tureckiego Gaziantepsporu. Zadebiutował w nim 2 maja 2010 w przegranym 0:1 wyjazdowym meczu z Antalyasporem. W Gaziantepsporze spędził siedem sezonów.
Latem 2016 roku Karčemarskas przeszedł do Osmanlısporu. Swój debiut w nim zaliczył 21 sierpnia 2016 w zremisowanym 0:0 wyjazdowym meczu z Antalyasporem.
| Sezon   | Klub           | Kraj   | Rozgrywki     | Mecze | Bramki |
| ------- | -------------- | ------ | ------------- | ----- | ------ |
| 2000    | Dainava Olita  | Litwa  | A lyga        | 3     | 0      |
| 2001    | Polonija Wilno | Litwa  | B Lyga        | ?     | 0      |
| 2001    | Žalgiris Wilno | Litwa  | A lyga        | 2     | 0      |
| 2002    | Dinamo Moskwa  | Rosja  | Priemjer-Liga | 0     | 0      |
| 2003    | Dinamo Moskwa  | Rosja  | Priemjer-Liga | 5     | 0      |
| 2004    | Dinamo Moskwa  | Rosja  | Priemjer-Liga | 4     | 0      |
| 2005    | Dinamo Moskwa  | Rosja  | Priemjer-Liga | 1     | 0      |
| 2006    | Dinamo Moskwa  | Rosja  | Priemjer-Liga | 18    | 0      |
| 2007    | Dinamo Moskwa  | Rosja  | Priemjer-Liga | 7     | 0      |
| 2008    | Dinamo Moskwa  | Rosja  | Priemjer-Liga | 9     | 0      |
| 2009    | Dinamo Moskwa  | Rosja  | Priemjer-Liga | 0     | 0      |
| 2009/10 | Gaziantepspor  | Turcja | Süper Lig     | 3     | 0      |
| 2010/11 | Gaziantepspor  | Turcja | Süper Lig     | 31    | 0      |
| 2011/12 | Gaziantepspor  | Turcja | Süper Lig     | 30    | 0      |
| 2012/13 | Gaziantepspor  | Turcja | Süper Lig     | 25    | 0      |
| 2013/14 | Gaziantepspor  | Turcja | Süper Lig     | 26    | 0      |
| 2014/15 | Gaziantepspor  | Turcja | Süper Lig     | 26    | 0      |
| 2015/16 | Gaziantepspor  | Turcja | Süper Lig     | 32    | 0      |
| 2016/17 | Osmanlıspor    | Turcja | Süper Lig     |       |        |

## Kariera reprezentacyjna
Karčemarskas występował w młodzieżowej reprezentacji Litwy U-21, a w pierwszej drużynie narodowej zadebiutował 12 lutego 2003 roku w przegranym 1:2 towarzyskim spotkaniu z Łotwą.